# Young Dolph
Adolph Robert Thornton Jr. (27 de julho de 1985 - 17 de novembro de 2021), mais conhecido por seu nome artístico Young Dolph, era um rapper americano. Em 2016, ele lançou seu primeiro álbum de estúdio, King of Memphis, que alcançou a posição de número 49 na parada Billboard 200. Ele foi apresentado no single de O.T. Genasis, "Cut It", que alcançou a posição 35 de número na Billboard Hot 100. O sétimo álbum de Young Dolph, "Rich Slave", foi lançado em 2020 e se tornou seu projeto de maior sucesso, estreando como número 4 na Billboard 200. Em 17 de novembro de 2021, ele foi baleado e morto em Memphis, Tennessee.
Dolph disse que na comunidade em que era, no sul de Memphis, muitos de seus colegas foram criados por suas avós devido aos problemas que seus pais viviam. Sua avó muitas vezes não permitia que Dolph visitasse seus amigos, mas às vezes permitia que amigos desabrigados ficassem em sua casa. Quando adolescente, Dolph estudou na Hamilton High School.

## Infância
Adolph Robert Thornton Jr. nasceu em 27 de julho de 1985, em Chicago. Sua família mudou-se para Memphis, Tennessee, quando ele tinha 2 anos de idade. Ele tinha duas irmãs e dois irmãos, e era primo de segundo grau do rapper Juice Wrld. Criados principalmente pela avó, os pais de Young Dolph eram viciados em crack, tendo contato com o filho apenas por algumas semanas.

## Carreira

### 2008–2017: Sucesso inicial e tiroteios
Em 2008, Young Dolph' lançou sua primeira mixtape "Paper Route Campaign". Dois anos depois, ele fundou formalmente sua gravadora Paper Route Empire em 2010, uma gravadora independente não afiliada a uma grande gravadora, e posteriormente lançou "Welcome 2 Dolph World" no mesmo ano. Com o lançamento das mixtapes "High Class Street Music" e "High Class Street Music Episode 2" em 2011, Dolph começou a desenvolver seu próprio flow, mudando de um estilo semelhante ao dos rappers de Memphis como o Three 6 Mafia e 8Ball & MJG, e criando seu estilo pessoal descrito como "vociferous", com uma "entrega atraente e uma voz única e grave". Com a popularidade crescente de Dolph, o rapper de Memphis, Yo Gotti, lhe ofereceu um contrato de gravação com o selo Collective Music Group de Gotti, afiliado à Epic Records em agosto de 2014, mas Dolph recusou, preferindo permanecer lançando de maneira independente.
Em 2016, Young Dolph fez uma participação especial na faixa "Cut It" de O.T. Genasis, que hit alcançou a certificação de platina duplo. Mais tarde naquele ano, ele lançou seu primeiro álbum King of Memphis sob seu selo independente Paper Route Empire, que alcançou a 49ª posição na Billboard 200. Outros rappers de Memphis, incluindo Yo Gotti e Blac Youngsta, afiliado a Gotti, se ofenderam com o título do álbum, com Blac Youngsta liderando um grupo armado na tentativa de encontrar Young Dolph em Memphis, após o ocorrido, Blac liberou a faixa diss, "SHAKE SUM (Young Dolph Diss)" em resposta.
No ano seguinte, Dolph lançou uma faixa diss contra Yo Gotti, intitulado "Play Wit Yo' Bitch", levando Gotti a lançar uma canção de resposta. Duas semanas depois, em fevereiro de 2017, Young Dolph lançou um videoclipe para "Play Wit Yo' Bitch" e no dia seguinte, o carro de Young Dolph foi alvo de tiros em Charlotte, Carolina do Norte, enquanto estava na cidade para uma apresentação no Central Intercollegiate Athletic Torneio de associação. Seu carro foi baleado mais de 100 vezes, porém, o veículo era à prova de balas e ninguém ficou ferido. Após o tiroteio, Blac Youngsta e dois outros homens foram presos, mas as acusações foram posteriormente retiradas devido a falta de evidências. Young Dolph usou a publicidade do tiroteio para promover seu segundo álbum de estúdio, "Bulletproof". Em setembro do mesmo ano, Dolph foi baleado várias vezes e, em fevereiro de 2018, ele lançou o EP "Niggas Get Shot Everyday", fazendo referência ao incidente anterior.

### 2017–2020: Sigles nas paradas musicais e seu primeiro álbum no top 10

Young Dolph se apresentando em 2017

Em 2017, Young Dolph assinou com o rapper de Memphis, Key Glock, para sua gravadora Paper Route Empire após se encontrar em reuniões de família. Em 2018, Young Dolph e Key Glock lançaram o single "Major", que alcançou a posição de número 47 no Hot R&B/Hip-Hop. Naquele mesmo ano, Dolph disse que havia recebido uma oferta de US $ 22 milhões de uma gravadora, na qual ele recusou. Preferindo permanecer em seu próprio selo independente, Dolph afirmou: "Era realmente um bom negócio, um ótimo negócio para dizer a verdade. Mas eu estou focado em outra coisa".  Dolph mais tarde revelou que assinou um contrato com a Empire Distribution, e seu álbum de setembro de 2018, “Role Model”, foi lançado sob o selo Paper Route EMPIRE, uma junção entre a Paper Route Empire e a Empire Records. Em julho de 2019, Dolph  novamente fez uma faixa em colaboração com Key Glock, desta vez lançando seu primeiro álbum colaborativo intitulado “Dum and Dummer”, imitando o título do filme dos irmãos Farrelly, Dumb and Dumber (Débi & Lóide em português). O álbum alcançou a posição de número 8 na Billboard 200, rendendo a ambos os artistas seu primeiro álbum no top 10. O álbum foi produzido pelo produtor BandPlay, que usou uma variedade de estilos de batidas nas faixas do álbum. Os críticos do álbum notaram a maior "gama de composições" de Young Dolph, com "profundezas de auto-aversão e desespero" que foram complementadas pelas "celebrações à si mesmo" do rapper Key Glock.

### 2020–2021: rumores de aposentadoria e álbum solo alcançando o top 10
No início de 2020, surgiram rumores de que Young Dolph estava considerando se aposentar da música para passar mais tempo com seus filhos e era visto com mais frequência em Memphis. Em seu Instagram, Dolph escreveu: "Estou pensando em desistir do mundo da música porque realmente quero estar com meus filhos 24 horas por dia, 7 dias por semana". Durante a pandemia de COVID-19 nos Estados Unidos, Dolph lançou o single "Sunshine" e lançou capas editadas de seus álbuns de lançamentos anteriores em serviços de streaming para apresentar indivíduos usando máscaras cirúrgicas para destacar e abordar a situação global.  Em uma entrevista com a GQ em maio de 2020, ele foi questionado sobre sua nova faixa, com Dolph respondendo: "Cara, meu filho queria ouvir algumas músicas novas... Eu levo isso a sério: eu realmente não estou bem na merda do meu rap, na merda dos meus negócios. Eu tenho um monte de artistas, e tenho abandonado todos os projetos dos meus artistas, e eles estão crescendo... Então eu fico tipo,'Sim, eu tenho que ir em frente e dar a eles.'Eu vou soltar isso.” O sétimo álbum de oung Dolph, “Rich Slave”, foi lançado em 14 de agosto de 2020. Composto pelos singles "Blue Diamonds", "RNB" com Megan Thee Stallion e "Death Row". Dolph explicou o título do álbum, afirmando "É a realidade de ser negro neste país". “Rich Slave” foi o álbum de maior sucesso de Young Dolph, alcançando a posição de número 4 na Billboard 200. Em 5 de março de 2021, Young Dolph e Key Glock lançaram o single "Aspen" e, posteriormente, seu segundo álbum colaborativo, “Dum and Dummer 2”, foi lançado em 26 de março de 2021, com 20 faixas. É uma sequência de “Dum and Dummer” de 2019, e combina canções solo com faixas apresentando os dois artistas. A arte cartoon do projeto faz referência a Beavis & Butthead. O álbum foi lançado pelo selo independente Paper Route Empire de Dolph. Em uma revisão no Pitchfork, Nadine Smith deu ao álbum uma classificação de 7,5/10, afirmando que "Dolph & Glock se moldam à imagem de burros da cultura pop, mesmo que ao mesmo tempo sejam equilibrados, extravagantes e imaculados - há uma casualidade na harmonia e em seus respectivos flows que nunca falam muito sobre eles."

## Vida pessoal
Thornton teve dois filhos, Tre Tre e Aria, com sua parceira, Mia Jaye. Ele disse que foi um tanto rígido com sua paternidade devido à educação dada por sua avó. Thornton costumava fazer colaborações com seu primo e parceiro, Key Glock, e era um parente distante do rapper e cantor Juice Wrld, descobrindo a sua relação familiar pouco depois de sua morte. Young Dolph foi baleado do lado de fora de uma loja em Hollywood, Los Angeles, em 26 de setembro de 2017. Ele foi diagnosticado em estado grave no hospital; mas dentro de algumas horas, os médicos relataram que esperava-se que ele sobrevivesse. Ele passou duas semanas no hospital se recuperando de três ferimentos à bala. Yo Gotti foi inicialmente nomeado uma mandante alguns momentos após o tiroteio, mas foi inocentado mais tarde. Enquanto isso, o amigo de Gotti, Corey McClendon, foi preso por tentativa de homicídio, mas foi solto no dia seguinte sem acusações.  Durante a pandemia de COVID-19 em 2020, dolph começou a ficar com sua família em Memphis com mais frequência, iniciando rumores de uma suposta aposentadoria. Ele era conhecido na área por sua filantropia, doando US$ 25.000 para sua alma mater, a Hamilton High School, e oferecendo palestras motivacionais para os alunos. Conhecido por distribuir jantares de Ação de Graças, Thornton deu duzentos perus de natal a indivíduos no West Cancer Center dias antes de sua morte e estava programando para doar refeições dias depois.

## Morte
Em 17 de novembro de 2021, por volta das 13h, young Dolph foi morto a tiros em Memphis enquanto pegava biscoitos para sua mãe em uma loja local que ele frequentava; a polícia disse que um atirador não identificado entrou na loja e atirou duas vezes. Multidões de centenas de pessoas invadiram a cena da morte de Dolph por horas, e a polícia teve que impedir que indivíduos entrassem na área enquanto investigavam. O representante da Câmara do Tennessee, London Lamar, e o vereador de Memphis, J. B. Smiley, reagiram pedindo um toque de recolher em Memphis para evitar distúrbios civis e violência.

## Discografia

### Álbuns de estudio
| King of Memphis                                                                                        | - Lançado em: 19 de fevereiro, 2016 - Gravadora: Paper Route Empire - Formatos: CD, LP, download       | 49 | 9  | 5  |
| Bulletproof                                                                                            | - Lançado em: 1 de abril de 2017 - Gravadora: Paper Route Empire - Formatos: CD, download              | 36 | 19 | 14 |
| Thinking Out Loud                                                                                      | - Lançado em: 20 de outubro de 2017 - Gravadora: Paper Route Empire - Formatos: CD, download           | 16 | 9  | 8  |
| Role Model                                                                                             | - Lançado em: 21 de setembro de 2018 - Gravadora: Paper Route Empire - Formatos: CD, download          | 15 | 11 | 9  |
| Dum and Dummer (with Key Glock)                                                                        | - Lançado em: July 26, 2019 - Gravadora: Paper Route Empire - Formatos: CD, download, streaming        | 8  | 5  | 4  |
| Rich Slave                                                                                             | - Lançado em: 14 de agosto de 2020 - Gravadora: Paper Route Empire - Formatos: CD, download, streaming | 4  | 3  | 3  |
| Dum and Dummer 2 (with Key Glock)                                                                      | - Lançado em: 26 de março de 2021 - Gravadora: Paper Route Empire - Formatos: CD, download, streaming  | 8  | 5  | 4  |
| "—"mostra uma gravação que não foi entrou nas melhores posições ou não foi lançada naquele território. | |    |    |    |

### Albuns de compilação
| Título                                           | Detalhes                                                                                                  | Melhores posições na tabela | Melhores posições na tabela | Melhores posições na tabela |
| Título                                           | Detalhes                                                                                                  | US                          | US R&B/HH                   | US Rap                      |
| ------------------------------------------------ | --- | --------------------------- | --------------------------- | --------------------------- |
| Paper Route Illuminati (with Paper Route Empire) | - Lançado em: 30 de julho de 2021 - Gravadora: Paper Route Empire - Formatos: Digital download, streaming | 22                          | 13                          | 10                          |

### Mixtapes
| Paper Route Campaign                                                                                    | - Lançado em: 2008 - Gravadora: Paper Route Empire - Formatos: Download                       | —   | —  | —  |
| Welcome 2 Dolph World                                                                                   | - Lançado em: 2 de julho de 2010 - Gravadora: Paper Route Empire - Formatos: Download         | —   | —  | —  |
| High Class Street Music                                                                                 | - Lançado em: 7 de maio 2011 - Gravadora: Paper Route Empire - Formatos: Download             | —   | —  | —  |
| High Class Street Music 2: Hustler's Paradise                                                           | - Lançado em: 8 de novembro de 2011 - Gravadora: Paper Route Empire - Formatos: Download      | —   | —  | —  |
| A Time 2 Kill                                                                                           | - Lançado em: 6 de abril de 2012 - Gravadora: Paper Route Empire - Formatos: Download         | —   | —  | —  |
| Blue Magic                                                                                              | - Lançado em: 14 de novembro de 2012 - Gravadora: Paper Route Empire - Formaros: Download     | —   | —  | —  |
| East Atlanta Memphis (with Gucci Mane)                                                                  | - Lançado em: 16 de março de 2013 - Gravadora: 1017 Brick Squad - Formatos: Download          | —   | —  | —  |
| High Class Street Music 3: Trappin' Out a Mansion                                                       | - Lançado em: 13 de maio de 2013 - Gravadora: Paper Route Empire - Formatos: CD, download     | —   | —  | —  |
| South Memphis Kingpin                                                                                   | - Lançado em: 15 de outubro de 2013 - Gravadora: Paper Route Empire - Formatos: CD, download  | —   | —  | —  |
| Cross Country Trappin                                                                                   | - Lançado em: 15 de abril de 2014 - Gravadora: Paper Route Empire - Formatos: CD, download    | —   | —  | —  |
| High Class Street Music 4: American Gangster                                                            | - Lançado em: 8 julho de 2014 - Gravadora: Paper Route Empire - Formatos: CD, download        | —   | —  | —  |
| High Class Street Music 5: The Plug Best Friend                                                         | - Lançado em: 24 de fevereiro de 2015 - Gravadora: Paper Route Empire - Formatos: Download    | —   | —  | —  |
| Felix Brothers (with Gucci Mane and Peewee Longway)                                                     | - Lançado em: 30 de junho de 2015 - Gravadora: 1017 Records, RBC Records - Formatos: Download | —   | —  | —  |
| BagMen (with Peewee Longway)                                                                            | - Lançado em: 15 de julho de 2015 - Gravadora: Familiar Territory - Formatos: Download        | —   | —  | —  |
| 16 Zips                                                                                                 | - Lançado em: 28 de julho de 2015 - Gravadora: Paper Route Empire - Formatos: CD, download    | —   | —  | —  |
| Shittin' On The Industry                                                                                | - Lançado em: 8 de outubro de 2015 - Gravadora: Paper Route Empire - Formatos: Download       | —   | —  | —  |
| Bosses & Shooters (with Jay Fizzle & Bino Brown)                                                        | - Lançado em: May 27, 2016 - Gravadora: Paper Route Empire - Formatos: Download               | —   | —  | —  |
| Rich Crack Baby                                                                                         | - Lançado em: August 26, 2016 - Gravadora: Paper Route Empire - Formatos: Download            | 132 | 14 | 13 |
| Gelato                                                                                                  | - Lançado em: February 3, 2017 - Gravadora: Paper Route Empire - Formatos: CD, download       | 54  | 22 | 13 |
| "—" mostra uma gravação que não foi entrou nas melhores posições ou não foi lançada naquele território. |                                                                                               |     |    |    |

### EP’s
| Título                         | Detalhes do EP                                                                              | Melhor posição nas tabelas | Melhor posição nas tabelas | Melhor posição nas tabelas |
| Título                         | Detalhes do EP                                                                              | US                         | US R&B/HH                  | US Rap                     |
| ------------------------------ | ------------------------------------------------------------------------------------------- | -------------------------- | -------------------------- | -------------------------- |
| Tracking Numbers (with Berner) | - Lançado em: 24 de agosto de 2017 - Gravadora: Bern One Entertainment - Formatos: Download | —                          | —                          | —                          |
| Niggas Get Shot Everyday       | - Lançado em: 16 de fevereiro de 2018 - Gravadora: Paper Route Empire - Formatos: Download  | 59                         | 29                         | 24                         |

### Singles

#### Como artista principal
| Título                                                                                                  | Ano  | Melhor posição nas tabelas | Melhor posição nas tabelas | Melhor posição nas tabelas | Certificações | Álbum             |
| Título                                                                                                  | Ano  | US Bub.                    | US R&B/HH                  | US Main. R&B/HH            | Certificações | Álbum             |
| --- | ---- | -------------------------- | -------------------------- | -------------------------- | ------------- | ----------------- |
| "Get Paid"                                                                                              | 2016 | —                          | —                          | —                          |               | King of Memphis   |
| "Play Wit Yo Bitch"                                                                                     | 2017 | —                          | —                          | —                          | - RIAA: Gold  | Gelato            |
| "100 Shots"                                                                                             | 2017 | 10                         | 49                         | —                          | - RIAA: Gold  | Bulletproof       |
| "Bagg" (featuring Lil Yachty)                                                                           | 2017 | —                          | —                          | —                          |               | Gelato            |
| "While U Here"                                                                                          | 2017 | —                          | —                          | —                          |               | Thinking Out Loud |
| "Believe Me"                                                                                            | 2017 | —                          | —                          | —                          |               | Thinking Out Loud |
| "Drippy"                                                                                                | 2017 | —                          | —                          | —                          |               | Thinking Out Loud |
| "Major" (featuring Key Glock)                                                                           | 2018 | 1                          | 47                         | 18                         | - RIAA: Gold  | Role Model        |
| "Sunshine"                                                                                              | 2020 | —                          | —                          | —                          |               | Non-album single  |
| "RNB" (featuring Megan Thee Stallion)                                                                   | 2020 | 1                          | 46                         | 5                          | - RIAA: Gold  | Rich Slave        |
| "Blue Diamond"                                                                                          | 2020 | —                          | —                          | —                          |               | Rich Slave        |
| "Death Row"                                                                                             | 2020 | —                          | —                          | —                          |               | Rich Slave        |
| "Aspen" (with Key Glock)                                                                                | 2021 | —                          | —                          | 29                         |               | Dum and Dummer 2  |
| "—" mostra uma gravação que não foi entrou nas melhores posições ou não foi lançada naquele território. |      |                            |                            |                            |               |                   |

#### Colaborações
| Título                                                                                                  | Ano  | Melhor posição na tabela | Melhor posição na tabela | Melhor posição na tabela | Melhor posição na tabela | Certificações       | Álbum                   |
| Título                                                                                                  | Ano  | US                       | US R&B/HH                | US Rap                   | US Main. R&B/HH          | Certificações       | Álbum                   |
| --- | ---- | ------------------------ | ------------------------ | ------------------------ | ------------------------ | ------------------- | ----------------------- |
| "California" (Colonel Loud featuring T.I., Ricco Barrino and Young Dolph)                               | 2015 | —                        | 32                       | 21                       | 8                        |                     | California EP           |
| "Cut It" (O.T. Genasis featuring Young Dolph)                                                           | 2015 | 35                       | 11                       | 6                        | 3                        | - RIAA: 2× Platinum | Rhythm & Bricks         |
| "Bling Blaww Burr" (Gucci Mane featuring Young Dolph)                                                   | 2016 | —                        | —                        | —                        | —                        |                     | Woptober                |
| "Downfall" (Lil Durk featuring Young Dolph)                                                             | 2018 | —                        | —                        | —                        | —                        |                     | Signed to the Streets 3 |
| "Drip Like Dis" (Bankroll Freddie featuring Lil Baby and Young Dolph)                                   | 2019 | —                        | —                        | —                        | 23                       |                     | From Trap to Rap        |
| "—" mostra uma gravação que não foi entrou nas melhores posições ou não foi lançada naquele território. |      |                          |                          |                          |                          |                     |                         |

### Outras faixas que entraram em tabelas
| Título                                                                    | Ano  | Melhor posição nas tabelas | Melhor posição nas tabelas | Melhor posição nas tabelas | Álbum                                               |
| Título                                                                    | Ano  | US                         | US R&B/HH                  | US Main. R&B/HH            | Álbum                                               |
| ------------------------------------------------------------------------- | ---- | -------------------------- | -------------------------- | -------------------------- | --------------------------------------------------- |
| "Preach"                                                                  | 2014 | —                          | —                          | 24                         | Cross Country Trappin and High Class Street Music 4 |
| "Pulled Up" (featuring 2 Chainz and Juicy J)                              | 2015 | —                          | —                          | 39                         | High Class Street Music 5                           |
| "Get Paid"                                                                | 2016 | —                          | —                          | 35                         | King of Memphis                                     |
| "Royalty"                                                                 | 2016 | —                          | —                          | 33                         | King of Memphis                                     |
| "Stunting Ain't Nuthin" (Gucci Mane featuring Slim Jxmmi and Young Dolph) | 2017 | 95                         | 39                         | —                          | Mr. Davis                                           |
| "Go Get Sum Mo" (featuring Gucci Mane, 2 Chainz and Ty Dolla Sign)        | 2017 | —                          | —                          | 29                         | Thinking Out Loud                                   |
| "By Mistake"                                                              | 2018 | —                          | —                          | 36                         | Role Model                                          |
| "Water on Water on Water" (with Key Glock)                                | 2019 | —                          | —                          | 35                         | Dum and Dummer                                      |
| "Hold Up Hold Up Hold Up"                                                 | 2020 | —                          | —                          | —                          | Rich Slave                                          |
| "Penguins" (with Key Glock)                                               | 2021 | —                          | —                          | —                          | Dum and Dummer 2                                    |

Notes
1. ↑  "California" não entrou no Billboard Hot 100, porém, alcançou a posição de número 2 no Bubbling Under Hot 100 chart.[41]
2. ↑  "Bling Blaww Burr" não entrou no Hot R&B/Hip-Hop Song, porém,  alcançou a posição de número 2 no Bubbling Under R&B/Hip-Hop Singles.[50]
3. ↑  "Hold Up Hold Up Hold Up" não entrou no Billboard Hot 100, porém, alcançou a posição de número 16 no Bubbling Under Hot 100.[41]
4. ↑  "Penguins" não entrou no Billboard Hot 100, porém, alcançou a posição de número 15 no Bubbling Under Hot 100[41]